# 水寨镇 (伊川县)
水寨镇，是中华人民共和国河南省洛陽市伊川县下辖的一个乡镇级行政单位。

## 行政区划
水寨镇下辖以下地区：
水寨村、南申村、韦村、宋村、银张村、姬磨村、左寨村、乐志沟村、瑶张村、上天院村和司马沟村。